# Dante (film)
Dante è un film del 2022 scritto e diretto da Pupi Avati.
Il film s'ispira al libro di Giovanni Boccaccio Trattatello in laude di Dante, narra la vita del poeta Dante Alighieri raccontata dallo stesso Boccaccio: al soggetto del film è ispirato il romanzo di Avati L'alta Fantasia, il viaggio di Boccaccio alla scoperta di Dante.

## Trama
Anno 1350. La città di Firenze accorda il perdono postumo a Dante Alighieri morto circa trent'anni prima; Giovanni Boccaccio viene dunque incaricato dai Capitani di Or San Michele di portare dieci fiorini d'oro come risarcimento simbolico a Suor Beatrice, l'unica sua figlia ancora in vita, monaca a Ravenna nel monastero di Santo Stefano degli Ulivi. Durante il viaggio, Boccaccio incontra alcuni personaggi che hanno conosciuto Dante o che hanno assistito alla sua morte, ripercorrendo così in una serie di flashback la vita del Sommo Poeta.
Rimasto orfano di madre in tenera età, Dante cresce con suo padre e la sua seconda moglie. Da ragazzino conosce Beatrice Portinari, che sarà il suo unico vero amore e la sua musa: ben presto egli diventa infatti uno stimatissimo poeta, e diviene amico di molti intellettuali tra cui Guido Cavalcanti. Tuttavia, Dante dovrà rassegnarsi a vedere la sua Beatrice promessa sposa ad un altro uomo, poiché di casta sociale superiore alla sua.
Patrocinato da Guido, Dante prende parte come soldato a numerose vittorie fiorentine, tra cui la battaglia di Campaldino; poco tempo dopo, tuttavia, Beatrice muore, gettando il poeta nella disperazione. Sperando di risollevargli l'animo, la sua famiglia lo spinge a sposare Gemma Donati, che lui non amerà mai davvero, pur concependo con lei numerosi figli. Spinto da problemi economici, Dante deciderà di candidarsi al ruolo di priore delle arti; questa sua decisione avviene però nel contesto della lotta intestina tra Guelfi bianchi e neri: Dante deciderà di parteggiare per i primi, inimicandosi la famiglia di sua moglie e lo stesso Guido. In seguito Dante dovrà prendere la dolorosa decisione di votare a favore del suo esilio.
Le azioni di Dante gli guadagnano l'inimicizia di papa Bonifacio VIII, da lui osteggiato perché visto come principale fautore del decadimento della Chiesa. Con l'inganno, il pontefice spinge Dante a rimanere a Roma, dove si è recato come ambasciatore, mentre Firenze viene presa da Carlo di Valois, circostanza che sancisce la vittoria dei guelfi neri. Dante viene quindi esiliato e costretto a lasciare per sempre la sua amata Firenze.
Boccaccio riesce a seguire le tracce di Dante fino a un casolare nei dintorni di Verona, dove egli aveva trovato rifugio, la cui proprietaria gli racconta come l'uomo, durante la sua permanenza, sia stato febbrilmente impegnato nella realizzazione di una meravigliosa opera grazie alla quale sperava di ottenere la laurea di poeta e poter così tornare a Firenze. La scrittura della Commedia lo impegnò per tutto il resto della sua vita: in particolare Boccaccio scopre che durante gli anni ravennati il Poeta, ormai invecchiato, soleva perdersi nella contemplazione dei mosaici di Sant'Apollinare in Classe, che lo avrebbero ispirato nella scrittura della terza cantica.
Dante morirà lasciando l'opera apparentemente incompiuta, ma gli ultimi tredici canti del Paradiso saranno ritrovati dal figlio Jacopo in seguito a un sogno rivelatore. Boccaccio cerca di scoprire di più su queste misteriose circostanze, ma si trova davanti a un muro di silenzio; poco prima della fine della sua missione, inoltre, riesce a incontrare la sua unica figlia Violante, che tuttavia non lo riconosce come padre.
Boccaccio giunge infine a Ravenna, dove chiede di incontrare Suor Beatrice; anche qui, tuttavia, ottiene un secco rifiuto: la donna ha infatti in odio tutti i fiorentini, rei di aver esiliato suo padre e averne causato la rovina. Boccaccio, pur deluso, rispetta la sua decisione, ma al tempo stesso dichiara di aver compiuto la missione non per conto dei fiorentini, ma in ossequio all'amore incondizionato che nutre nei confronti di Dante. Sorprendentemente Suor Beatrice concede a Boccaccio un incontro segreto notturno, durante il quale gli rivela di aver compreso la sua buona fede; Boccaccio le dice di considerare Dante come un padre, poiché grazie a lui è diventato poeta. Suor Beatrice, commossa, ricorda di come suo padre conoscesse "il vero nome di tutte le stelle".

## Produzione

### Sviluppo
La realizzazione della pellicola è stata annunciata da Rai Cinema il 29 aprile 2021. Il regista Pupi Avati ha dichiarato in un'intervista di aver scritto la prima versione del soggetto nel 2003, dopo aver firmato un contratto nel 2002 con Giancarlo Leone e Stefano Munafò, allora ai vertici della divisione cinema e fiction della RAI. La ricorrenza del settecentesimo anniversario della sua morte e il fatto che non ci fosse nulla sulla vita del Poeta se non uno sceneggiato del 1965 con Giorgio Albertazzi, incentrato sulla vicenda di Dante e Beatrice, hanno poi spinto Rai Cinema a realizzare finalmente questo progetto.

### Cast
Il 27 marzo 2021, Sergio Castellitto si è unito al cast nel ruolo di Giovanni Boccaccio.

### Riprese
Le riprese sono iniziate il 28 giugno 2021 e si sono svolte in Umbria, Emilia-Romagna e Lazio.

## Colonna sonora
Le musiche del film sono state composte da Lucio Gregoretti e Rocco De Rosa, il brano "Danza delle sorelle" è composto da Francesco Oliviero.

## Promozione
Il trailer è stato distribuito online il 30 maggio 2022, mentre il poster è stato pubblicato il 14 giugno successivo.

## Distribuzione
Il 16 giugno 2022 all'Auditorium di via della Conciliazione a Roma si è tenuta la première della pellicola. Oltre a Pupi Avati e al fratello, il produttore Antonio Avati, era presente il Presidente della Repubblica, Sergio Mattarella.
Il film è uscito nelle sale cinematografiche italiane il 29 settembre 2022.

## Accoglienza

### Incassi
A fronte di un budget di produzione di circa 7700000 €, il film è risultato un flop guadagnando un totale di 1900000 €.

### Critica
Il film è stato generalmente accolto positivamente dalla critica. Il sito sentieriselvaggi ha assegnato 3,5 stelle mentre cinefilos 2 stelle. Il critico letterario Stefano Jossa ha dichiarato di aver apprezzato più gli obiettivi sentimentali che i contenuti culturali, mentre Gilda Policastro ha evidenziato la fedeltà filologica alla storia.